# Aelurillus laniger
Aelurillus laniger är en spindelart som beskrevs av Logunov, Marusik 1999 [2000. Aelurillus laniger ingår i släktet Aelurillus och familjen hoppspindlar. Inga underarter finns listade i Catalogue of Life.